# Феодот I
Патриа́рх Феодо́т I Мелиссин-Касситера́ (греч. Πατριάρχης Θεόδοτος Α΄ Μελισσηνός ή Κασσιτεράς) — Патриарх Константинопольский (1 апреля 815 — январь 821).
Феодот происходил из знатного рода Мелиссинос и был родственником императора-иконоборца Константина V Копронима (его сестра была женой императора). До возведения на патриарший престол был командиром экскувиторов.
Феодот I стал патриархом перед 2-м иконоборческим собором, созванным в 815 году императором Львом V Армянином для отмены решений Седьмого Вселенского собора. Феодот не имел какого-либо богословского образования. По словам Георгия Монаха, он был совершенно необразован и «безгласней рыб».